# Saint-Thuribe
Saint-Thuribe är en kommun av typen socken (municipalité de paroisse) i provinsen Québec i Kanada. Den ligger i regionen Capitale-Nationale, i den sydöstra delen av landet, 300 km nordost om huvudstaden Ottawa. Antalet invånare var 298 vid folkräkningen 2021. Landarean är 51 kvadratkilometer.